# Kill Uncle
Kill Uncle — второй сольный студийный альбом бывшего вокалиста группы The Smiths Моррисси, изданный в 1991 году.

## Запись
Альбом отражает переходный период в творчестве певца: ко времени его записи Моррисси уже прекратил совместную работу с бывшим продюсером The Smiths Стивеном Стритом, но ещё не успел встретить Алана Уайта и Боза Бурера — свою будущую команду гитаристов. В итоге стиль альбома многие критики сочли довольно невнятным, а Стивен Томас Эрлевайн даже утверждал, что Моррисси «скатился до пародии на самого себя».

## Трек-лист издания 1991 года
1. «Our Frank»
2. «Asian Rut»
3. «Sing Your Life»
4. «Mute Witness»
5. «King Leer»
6. «Found Found Found»
7. «Driving Your Girlfriend Home»
8. «The Harsh Truth of the Camera Eye»
9. «(I’m) The End of the Family Line»
10. «There’s a Place in Hell for Me and My Friends»

## Переиздание
В 2013 году представители Parlophone Records объявили о выпуске новой версии альбома Kill Uncle в рамках кампании по перевыпуску сольных альбомов Моррисси, начавшейся в 2012 году с переиздания Viva Hate.